# Fayçal ben Moussaïd ben Abdelaziz Al Saoud
 (mai 2020).
Si vous disposez d'ouvrages ou d'articles de référence ou si vous connaissez des sites web de qualité traitant du thème abordé ici, merci de compléter l'article en donnant les références utiles à sa vérifiabilité et en les liant à la section « Notes et références ».
Fayçal ben Moussaïd ben Abdelaziz Al Saoud (arabe : فيصل بن مساعد بن عبد العزيز آل سعود), né le 4 avril 1944 à Riyad (Arabie saoudite) et mort le 18 juin 1975 dans la même ville, est un prince et criminel saoudien, membre de la famille royale, et connu comme l'auteur de l'assassinat de son oncle Fayçal ben Abdelaziz Al Saoud, roi d'Arabie saoudite, commis le 25 mars 1975.
Bien que les motivations de son acte restent floues et qu'il ait été initialement décrit comme quelqu'un de « mentalement dérangé », il est finalement déclaré apte à subir un procès pour régicide. Le 18 juin 1975, un tribunal islamique le condamne à la peine de mort en vertu de la loi du talion. Il est exécuté le jour même par décapitation sur une place publique de Riyad. 